# Эйсман, Кшиштоф Корчак
Кшиштоф (Корчак) Эйсман (пол. Krysztof Jesman, бел. Крыштап Есьман) — шляхтич, дворянского круга-герба Корчак из рода Эйсманов. Государственный деятель Великого княжества Литовского, комендант замкового гарнизона, виштенецкий староста, каштелян Минский (1697 года).

## Краткие сведения
Кшиштоф (Корчак) Эйсман происходит из дворянского рода Эйсманов, которые имели герб Корчак. Ему еще в юности было уготовано участие в обустройстве родного округа. Этот дворянин прошел все ступени королевской службы. Он начал с должности местечкового военного командира, впоследствии королевского поручика. Затем был назначен комендантом замковой заставы в местечке Биржай — где довольно успешно защищал северные территории Речи Посполитой от шведов. За свои военные заслуги в 1669 году он стал виштенецким старостой, а впоследствии дослужился до королевского наместничества (каштелянство в Минске), и в конце того же 1697 года, вернулся к старостинству. Вместе с женой воспитывал 3-х сыновей и дочь — Кшиштофа, Доминика, Францишека и Констанция («вышла замуж за известного польского зодчего — Доминика Присецкого»). В народе его нарекли Кшиштофом (Корчак) Эйсманом, поскольку он имел известного родственника и полного тезку Кшиштофа Эйсмана.